# Vólytsia (Naráyiv)
Vólytsia (ucraniano: Во́лиця) es un pueblo de Ucrania, perteneciente al municipio rural de Naráyiv, en el raión de Ternópil de la óblast de Ternópil.
En 2001, el pueblo tenía una población de 533 habitantes.
Se ubica en la periferia suroccidental de Rohachýn, junto al límite con la óblast de Ivano-Frankivsk.

## Historia
Antes de la formación del actual municipio de Naráyiv en 2019, el pueblo era una pedanía del consejo rural de Rohachýn, en el raión de Berezhany.